# فرودگاه ایالتی ادوارد اف کناپ
فرودگاه ایالتی ادوارد اف کناپ (به انگلیسی: Edward F. Knapp State Airport) یک فرودگاه همگانی بهره‌برداری هوایی با کد یاتا MPV است که یک باند فرود آسفالت دارد و طول باند آن ۱۵۲۵ متر است. این فرودگاه در کشور ایالات متحده آمریکا قرار دارد و در ارتفاع ۳۵۵ متری از سطح دریا واقع شده است.